# Томпсон, Джон Григгс
Джон Григгс Томпсон (англ. John Griggs Thompson; род. 13 октября 1932 года в Оттаве, штат Канзас, США) — математик-алгебраист, специалист в области конечных групп, профессор кафедры математики Флоридского университета в Гейнсвилле (Флорида). Один из двух математиков в мире (вместе с Жаном-Пьером Серром) — лауреат сразу трёх премий: медали Филдса (1970), премии Вольфа (1992) и премии Абеля (2008).

## Биография
Родился 13 октября 1932 года в городе Оттава (штат Канзас, США).
В 1955 году получил степень бакалавра в Йельском университете.
В 1959 году в Чикагском университете защитил диссертацию на соискание учёной степени доктора философии. Работа была выполнена под руководством одного из основателей теории категорий Саундерса Маклейна.
До 1962 года Джон Томпсон работал доцентом Гарвардского университета, затем был назначен на должность профессора факультета математики Чикагского университета, где он проработал до 1970 года. После Чикаго Томпсон занял должность профессора математики Кембриджского университета (Великобритания) и только спустя 23 года непрерывной работы в Кембридже вернулся в Соединённые Штаты, где принял нынешнюю должность профессора (Professor emeritus) в университете штата Флорида.
Джон Томпсон наряду со званием почётного профессора математики Кембриджского университета получил звание почётного доктора в Йельском, Оксфордском и Иллинойсском университетах, а также в университете штата Огайо. Член Национальной академии наук США (1971), Американской академии искусств и наук (1998), Лондонского королевского общества (1979), Норвежской академии наук и литературы, иностранный член Академии наук Италии.

## Достижения
Докторская диссертация Томпсона была посвящена доказательству известной теоремы теории групп о нильпотентности конечной группы с регулярным автоморфизмом простого порядка q.
В 1970 году Джон Томпсон был удостоен высшей награды за достижения в математике — медали Филдса. Премия присуждена учёному за доказательство в 1963 году теоремы Томпсона-Фейта о разрешимости всякой конечной группы нечётного порядка. Фундаментальная работа двух математиков и последующие исследования Томпсона о группах с разрешимыми локальными подгруппами положили начало бурному развитию теории конечных групп и привели, в частности, к полной классификации конечных простых групп.
В 1992 году стал лауреатом премии Вольфа по математике с формулировкой «за его глубокое влияние на все аспекты теории конечных групп и их связи с другими ветвями математики».
В 2000 году президент США Билл Клинтон вручил Томпсону Национальную научную медаль США.
В 2008 году Джон Григгс Томпсон совместно с профессором Колледжа де-Франс Жаком Титсом удостоился ещё одной престижной награды — Абелевской премии «за фундаментальные достижения в области алгебры, в частности, за создание современной теории групп».
Обладатель множества международных премий за выдающийся вклад в математику, включая медаль Сильвестра, медаль Пуанкаре и другие.

## Отзывы коллег
Соавтор Джона Томпсона по доказательству одной из ключевых теорем теории групп Уолтер Фейт:

Он является математиком, который изучает важные проблемы и который не боится трудностей. Часто он преодолевает эти трудности, предлагая новые идеи, которые в дальнейшем оказывают огромное влияние на развитие математики будущего